# Великий сокольничий Франции
Великий сокольничий Франции (фр. grand fauconnier de France) — придворная должность во Французском королевстве при Старом режиме, один из высших чинов Дома короля.

## История
Должность магистра фальконерии, или соколиной охоты короля существовала при французском дворе с середины XIII века. Первым известным королевским сокольничим был Жан де Бон в 1250—1258 годах. Его жалование составляло три парижских су в день. Рыцарь Этьен Гранш, упомянутый в 1274 году как магистр-сокольничий, получал четыре парижских су в день, а также единоразово 100 су на приобретение униформы (мантии). Пьер де Монгиньяр, занявший должность при Филиппе IV, получал пять парижских су в день и 12 ливров 10 су в год на одежду.
Чин великого сокольничего был учрежден Карлом VI в 1406 году. Первым на эту должность был назначен Эсташ де Гокур, сеньор де Витри.
В обязанности этого чиновника входили содержание королевских ловчих птиц и организация охот. Он приносил присягу лично королю и заведовал назначениями на должности начальников охот, за исключением заведующих птицами Палаты и кабинета короля, и хранителей Компьенского, Лэгльского и других королевских лесов. Он единственный имел право брать охотничих птиц в королевских владениях.
Помимо штатных обязанностей, великий сокольничий заведовал охотой на ворон и всем, что к ней относилось, содержал четырех пажей, занимался закупкой птиц и охотничьего снаряжения.
Все торговцы ловчими птицами, как французы, так и иностранцы, были обязаны, под угрозой конфискации товара, перед выставлением птиц на продажу представлять их великому сокольничему, имевшему преимущественное право покупки. Фактически торговцы платили великому сокольничему ежегодную дань.
Великий магистр Мальтийского ордена ежегодно посылал французскому королю двенадцать соколов, которых доставлял ко двору рыцарь, принадлежавший к французской нации. Поездку мальтийского представителя оплачивало ведомство великого сокольничего, а самому рыцарю король жаловал тысячу экю.
Король Дании и герцог Курляндский также посылали ко французскому двору кречетов и других ловчих птиц.
Стоимость птиц могла быть весьма значительной: так в квитанции, выданной 9 марта 1455 несколькими торговцами благородному Жоржу де Лашатру, конюшему и великому сокольничему Франции, было указано, что приобретены «шесть штук птиц для короля, из которых четыре линявших сокола за восемьдесят новых золотых экю, сокол нелинявший за десять золотых экю и балобан для ворон за десять золотых экю, что на круг дает сто новых золотых экю».
При Франциске I великий сокольничий, иногда также именовавшийся сюринтендантом королевской фальконерии, получил значительные привилегии. Ежегодно ему выплачивалась огромная для того времени сумма в 4000 флоринов.
По словам маршала Флёранжа, в начале XVI века штат великого сокольничего состоял из пятидесяти дворян, получавших по пять-шесть флоринов, и такого же количества сокольничих, и он располагал тремя сотнями птиц. Соколиный поезд в то время повсюду следовал за королем, как и охотничие экипажи.
Со времен Людовика XIV должность стала исключительно почетной, поскольку монархи перестали заниматься соколиной охотой, но ведомство (фальконерия), располагавшееся с 1670 года в Монтенвиле, сохранялось, как один из символов королевской власти. Соколов демонстрировали королю по случаю нового года в Зеркальной галерее Версальского дворца, обычно в присутствии иностранных послов. При этом только великий сокольничий и северные монархи располагали привилегией сажать сокола на руку королю.
В XVIII веке великий сокольничий все еще сопровождал короля на официальных церемониях, держа на руке сокола. В то время королевская фальконерия состояла из девяти охотничьих птиц или комплектов для охоты: два на коршуна, один на цаплю, два на ворону, один для поля, один для реки, один на сороку и один на зайца.
Власть великого сокольничего не распространялась на фальконерию кабинета короля, возглавлявшуюся генерал-капитаном. Та располагала пятью комплектами: на ворону, сороку, для полей, на кобчика и на зайца. У каждого из них был капитан-шеф, лейтенант-помощник и метр-сокольничий.

## Магистры-сокольничие
- 1250 — 1258 — Жан де Бон, сокольничий
- упом. 1274 — Этьен Гранш, рыцарь, магистр-сокольничий
- Симон де Шандивер (ум. 1316), рыцарь, магистр-сокольничий
- упом. 1313 — 1321 — Пьер де Монгиньяр (Монгийяр), рыцарь, магистр-сокольничий
- упом. 1325 — Пьер де Нёви, магистр-сокольничий
- 1317 — ? — Жан де Шандавен, магистр соколиной охоты
- упом. 1337 — 1353 — Пьер Довен (ум. ранее 1355), сеньор де Саррикье, магистр-сокольничий
  - упом. 1351 — Жан де Серан, сокольничий и хранитель птиц короля
- упом. 1354 — Жан де Пислё, магистр-сокольничий
- упом. 1354 — Эсташ де Сеши (Сисси), рыцарь, магистр-сокольничий
- упом. 1367 — 1371 — Эсташ де Сеши (Сисси), магистр соколиной охоты
- упом. 1371 — Никола Тома, рыцарь, магистр-сокольничий
- упом. 1372 — 1378 — Андре де Юмьер, называемый Дрё, сеньор де Во, магистр-сокольничий
- 1380 — 1393 — Ангерран Даржи (д'Аржи), сеньор де Ланьи-д'Уш, магистр-сокольничий
- 1393 — 1404 — Жан де Сорвилье, магистр соколиной охоты

## Великие сокольничие
- 1406 — ок. 1415 — Эсташ де Гокур (ум. ок. 1415), сеньор де Витри
- 1415 — 1416 — Жан V Мале (ум. 1449), сеньор де Гравиль, великий хлебодар Франции, магистр арбалетчиков
- 1416 — 1418 — Никола де Брюнваль
- 1418 — после 1421 — Гийом де Пре
  - 1428 — Жан де Любен (первый сокольничий короля)
- 1429 — 1452 — Филипп де Лашатр (ум. после 1456)
  - 1441 — Арнуле де Кав (первый сокольничий короля)
- 1452 — ранее 1464 — Жорж де Лашатр (ум. 1492)
- ранее 1464 — ок. 1480 — Оливье Саллар (Саларт, Сала), сеньор де Буррон (ум. 1503)
- 1480 — ? — Жак Одар (ум. после 1491), сеньор де Кюрзе
- ? — 1516 — Рауль де Вернон (ум. 1516), сеньор де Монтрёй-Боннен
- 1516 — 1540 — Рене де Коссе (1460—1540)
- 1540 — 1563 — Шарль I де Коссе (1505—1563), граф де Бриссак
  - 1549 — Луи Прево (1496—1576), барон де Сансак (и. о.)
- 1563 — 1569 — Тимолеон де Коссе (1543—1569), граф де Бриссак
- 1569 — 1596 — Шарль II де Коссе (1550—1621), граф де Бриссак
- 1596 — 1610 — маркиз Робер де Лавьёвиль (ум. 1612)
- 1610 — 1612 — маркиз Шарль I де Лавьёвиль (1582—1653)
- 1612 — 1616 — Андре де Вивонн (ум. 1616), барон де Лашатеньере
- 1616 — 1621 — Шарль д'Альбер (1578—1621), герцог де Люин
- 1622 — 1643 — Клод де Лоррен (1578—1657), герцог де Шеврёз
- 1643 — 1650 — Луи-Шарль д'Альбер (1620—1690), герцог де Люин
- 1650 — 1666 — Никола Дове (ум. 1666), граф Демаре
- 1672 — 1688 — Алексис-Франсуа Дове (ум. 1688), граф Демаре, маркиз де Сен-Фаль
- 1688 — 1717 — Франсуа Дове (1681—1718), граф Демаре, маркиз де Сен-Фаль
- 1717 — 1748 — Луи-Франсуа Дове (1711—1748), маркиз Демаре
- 1748 — 1780 — Луи-Сезар де Лабом-Леблан (1708—1780), герцог де Лавальер
  - 1762 — герцог Луи-Гоше де Шатийон (1737—1762), наследник должности
- 1780 — 1791 — Жозеф-Иасент де Риго (1740—1817), граф де Водрёй